# Sapromyza semiatra
Sapromyza semiatra är en tvåvingeart som beskrevs av Malloch 1933. Sapromyza semiatra ingår i släktet Sapromyza och familjen lövflugor. Inga underarter finns listade i Catalogue of Life.